# Causse-et-Diège
Causse-et-Diège (okzitanisch: Causse e Dièja) ist eine französische Gemeinde mit 783 Einwohnern (Stand: 1. Januar 2022) im Département Aveyron in der Region Okzitanien (vor 2016 Midi-Pyrénées). Sie gehört zum Arrondissement Villefranche-de-Rouergue und zum Kanton Lot et Montbazinois. Die Einwohner werden Caussediégeois genannt. 

## Geografie
Causse-et-Diège liegt etwa 55 Kilometer westnordwestlich von Rodez am Lot, der die Gemeinde im Nordwesten begrenzt. Umgeben wird Causse-et-Diège von den Nachbargemeinden Faycelles im Nordwesten und Norden, Capdenac im Norden, Capdenac-Gare im Norden und Nordosten, Naussac im Osten, Salles-Courbatiès im Südosten, Villeneuve und Foissac im Süden, Balaguier-d’Olt im Westen sowie Frontenac im Nordwesten.

## Bevölkerungsentwicklung
| Jahr                       | 1962 | 1968 | 1975 | 1982 | 1990 | 1999 | 2006 | 2013 |
| Einwohner                  | 260  | 247  | 627  | 607  | 597  | 624  | 692  | 788  |
| Quellen: Cassini und INSEE |      |      |      |      |      |      |      |      |

## Sehenswürdigkeiten
- Kapelle Saint-Clair in Saint-Loup aus dem 9. Jahrhundert, Monument historique seit 1984
- Kirche Saint-Saturnin im Ortsteil Loupiac

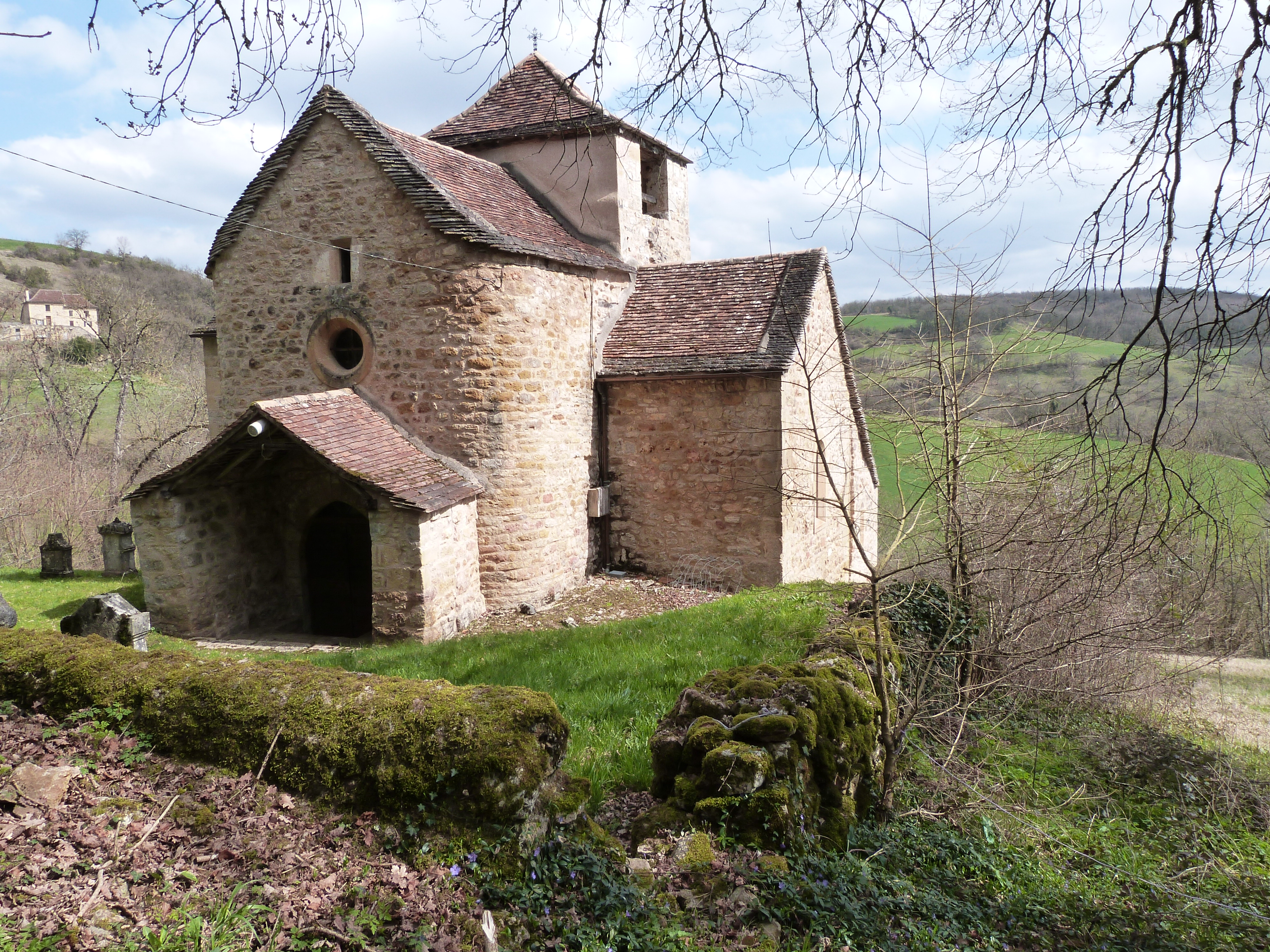
Kapelle Saint-Clair
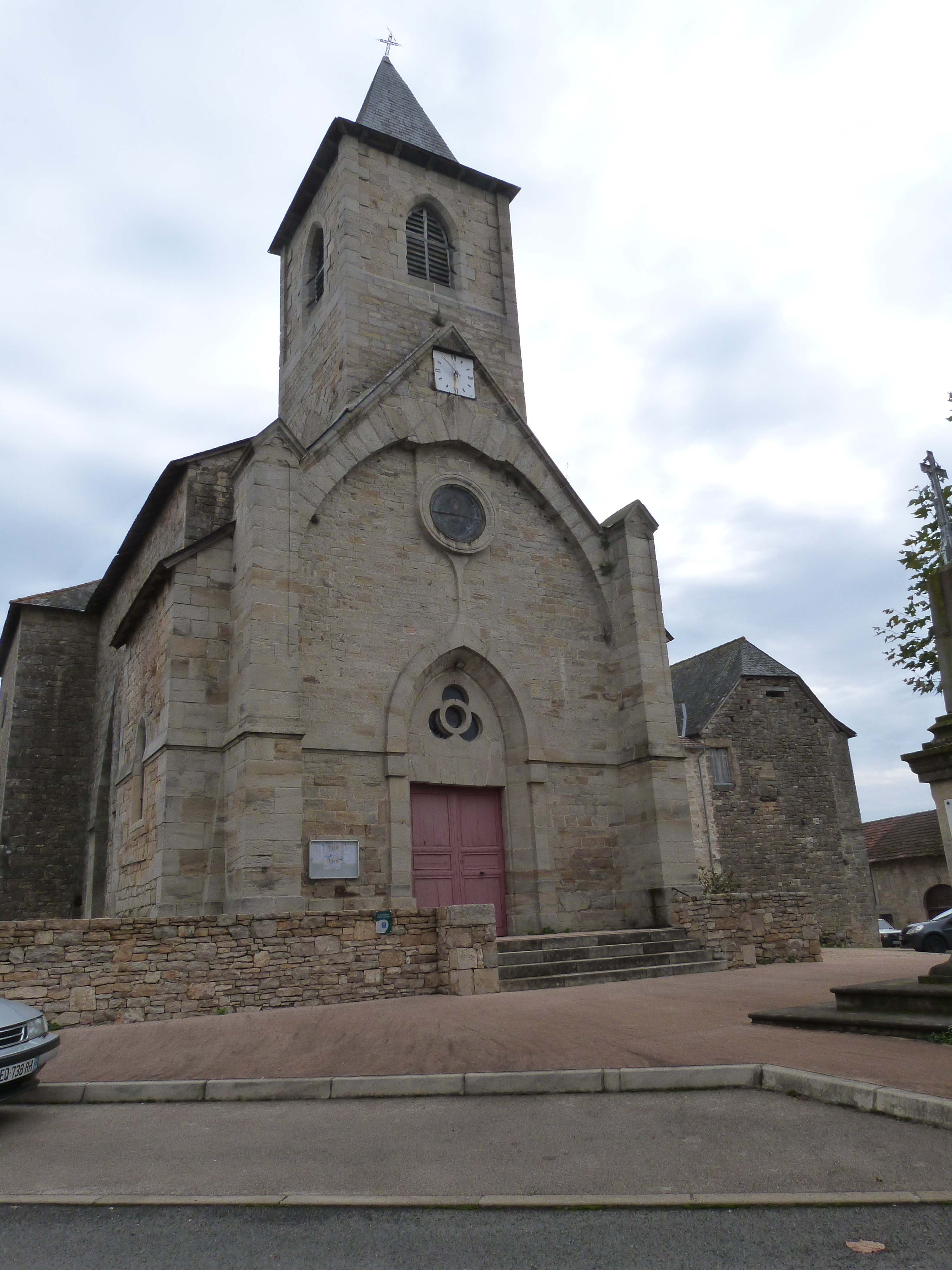
Kirche Saint-Saturnin